# Fréchet-Metrik
Fréchet-Metrik (nach Maurice René Fréchet) ist ein Begriff aus der Funktionalanalysis. Sie stellt eine Verbindung zwischen Metrik und Norm her.

## Definition
Sei {\displaystyle V} ein beliebiger reeller oder komplexer Vektorraum. Eine Fréchet-Metrik ist eine Funktion {\displaystyle \varrho \colon V\to \mathbb {R} }, die für {\displaystyle x,y\in V} folgende Bedingungen erfüllt:
1. {\displaystyle \varrho (x)=\varrho (-x)}
2. {\displaystyle \varrho (x)\geq 0}, wobei {\displaystyle \varrho (x)=0\iff x=0}
3. {\displaystyle \varrho (x+y)\leq \varrho (x)+\varrho (y)}

Das heißt, {\displaystyle \varrho } ist symmetrisch, nichtnegativ und erfüllt die Dreiecksungleichung.

## Beispiele
- Jede Norm {\displaystyle x\mapsto \|x\|} auf {\displaystyle V} ist eine Fréchet-Metrik, denn {\displaystyle \|\cdot \|} erfüllt offensichtlich die Bedingungen (2) und (3). Die Gültigkeit von (1) folgt aus der Homogenität von Normen. Die Umkehrung gilt jedoch nicht: Beispielsweise ist für {\displaystyle V=\mathbb {R} ^{n}} die Fréchet-Metrik 
{\displaystyle \varrho (x):={\frac {|x|}{1+|x|}}}
 keine Norm, da sie nicht homogen ist.
- Ist {\displaystyle (p_{k})_{k\in \mathbb {N} }} eine abzählbare Familie von Halbnormen auf dem Vektorraum {\displaystyle V} mit der Eigenschaft 
{\displaystyle p_{k}(x)=0\,} für alle {\displaystyle k\in \mathbb {N} \Longrightarrow x=0,} 
 dann wird durch 
{\displaystyle \varrho (x)=\sum _{k\in \mathbb {N} }{\frac {1}{2^{k}}}{\frac {p_{k}(x)}{1+p_{k}(x)}}} 
eine Fréchet-Metrik definiert, die dieselbe Topologie erzeugt wie die Familie von Halbnormen.
- Die {\displaystyle L^{p}}-Räume für {\displaystyle 0<p<1} ausgestattet mit der Fréchet-Metrik
 {\displaystyle \varrho _{p}(f):=\int _{\Omega }\left\|f(x)\right\|^{p}\,\mathrm {d} \mu (x)}
 sind Beispiele für im Allgemeinen nicht lokalkonvexe Räume.[1]

## Anwendungen
- Durch eine Fréchet-Metrik kann in einem Vektorraum eine Metrik definiert werden vermöge {\displaystyle d(x,y):=\varrho (x-y)}. Dass die so definierte Abbildung eine Metrik ist, folgt direkt aus der Definition der Fréchet-Metrik.
- Umgekehrt gilt: Jede Metrik {\displaystyle d} auf einem Vektorraum, die translationsinvariant ist, d. h. {\displaystyle d(x+c,y+c)=d(x,y)}, entsteht durch genau eine solche Fréchet-Metrik.
- Ein (Hausdorffscher) topologischer Vektorraum besitzt genau dann eine Fréchet-Metrik, die seine Topologie erzeugt, wenn er erstabzählbar ist.
- Wenn ein (reeller oder komplexer) Vektorraum mit Fréchet-Metrik die zusätzlichen Eigenschaften hat, dass er vollständig ist und dass die Topologie dieses Vektorraums lokalkonvex ist, dann handelt es sich um einen Fréchet-Raum.